# Evan McKie
Evan McKie (Toronto, 7 aprile 1983) è un ballerino canadese.

## Biografia
Dopo essersi formato in Canada, Stati Uniti e Germania, McKie ha fatto il suo debutto sulle scene con il Balletto di Stoccarda. Promosso prima solista e poi ballerino principale nel 2011, McKie fu invitato a danzare come guest artist con il Balletto dell'Opéra di Parigi, dove ottenne grandi apprezzamenti per il suo Onegin. NEl 2013 danzò anche con il Balletto Bol'šoj, prima di tornare all'Opéra Garnier nel 2014 e danzare con il Balletto Mariinskij nel 2016. McKie è stato il primo ballerino canadese a danzare per il balletto dell'opera di Parigi, per il balletto Mariinskij e per il Bol'šoj. Nel corso della sua carriera ha danzato molti dei grandi ruoli maschili del repertorio classico, ballando le coreografie di John Cranko nei ruoli di Romeo e Paride in Romeo e Giulietta, del principe Siegried ne Il lago dei cigni e di Onegin e Lenski in Onegin. Ha danzato anche il Des Grieux del Manon coreografato da Sir Kenneth MacMillan, oltre al Principe Florimund ne La bella addormentata di Nureev, l'Albrecht nella Giselle di Peter Wright e diverse produzioni di Wayne McGregor, Will Tuckett e William Forsythe. Dal 2013 al 2022 è stato ballerino principale del National Ballet of Canada.
McKie è dichiaratamente gay.